# San Sebastiano da Po
San Sebastiano da Po (piemontesisch San Bastian da Pò) ist eine italienische Gemeinde (comune) in der Metropolitanstadt Turin (TO), Region Piemont.

## Lage und Einwohner
San Sebastiano da Po liegt etwa 32 km nordöstlich von Turin und etwa 5 k südöstlich von Chivasso an der orographisch rechten Uferseite des Po. Das Gemeindegebiet erstreckt sich am Rand der sogenannten Hügel des Po bis zur Grenze des Monferrato. Es umfasst eine Fläche von etwas mehr als 16 km² und hat 1881 Einwohner (Stand 31. Dezember 2023) Die Gemeinde besteht aus den Fraktionen Caserma, Colombaro, Moriondo, Saronsella und Villa. Die Nachbargemeinden sind Chivasso, Verolengo, Lauriano, Castagneto Po und Casalborgone.

## Verkehr
Die Gemeinde liegt an der 2012 stillgelegten Bahnstrecke Chivasso–Asti. Bei San Sebastiano del Po zweigt die mittlerweile zur Provinzstraße herabgestufte SS 458 „di Casalborgone“ von der ebenfalls zur Provinzstraße herabgestuften SS 590 „della Valle Cerrina“ ab.

## Geschichte
Der Ort ist seit dem frühen Mittelalter bewohnt. Die ersten Dokumente belegen, dass er der Herrschaft der Radicati untersteht, einer Familie, die wahrscheinlich aus der Gegend stammt, in der sich einst das Priorat San Michele di Radicata befand und die auch heute noch als Bric 'dla Rià bekannt ist. Zu Beginn der Neuzeit war das Gemeindegebiet Schauplatz erbitterter Kriege um die Vorherrschaft im Piemont, zunächst zwischen den Savoyern und den Markgrafen des Monferrato, dann unter Beteiligung der Franzosen und Spanier.
Ab Ende des 17. Jahrhunderts begann die bauliche und künstlerische Entwicklung, die noch heute ihr Erscheinungsbild prägt. Dazu zählen das Schloss, die von Vittone entworfene Pfarrkirche der Heiligen Märtyrer Sebastiano und Cassiano, den Villenpalast des Corsero Marmorito di Vonzo aus dem 18. Jahrhundert im Weiler Colombaro und die Kirche San Giorgio Martire in Moriondo. Im Weiler Navigliano hat die Kirche San Pietro noch immer ihre romanische Apsis.
Bis in die 1960er Jahre war die Bevölkerung in der Landwirtschaft tätig. Dann übernahm, wie im Rest der Region, die Industrie die Oberhand. Aus diesem Grund kam es in dieser Gemeinde zur Abwanderung vieler Einwohner in die Fabriken der Großstädte. Mit der Aufgabe von großen Teile des ländlichen Raums wurde dieser zerstört, wodurch die Landwirtschaft zu einem Randsektor wurde.
Mittlerweile gibt es in der Region kleine und mittlere landwirtschaftliche Betriebe, die sich vor allem dem intensiven Anbau von Weizen und Mais in den flachen Gebieten widmen, während die hügelige Landwirtschaft, die sich nicht auf hochwertige Nutzpflanzen konzentriert wie der Wein- und Obstanbau-

## Bildgalerie

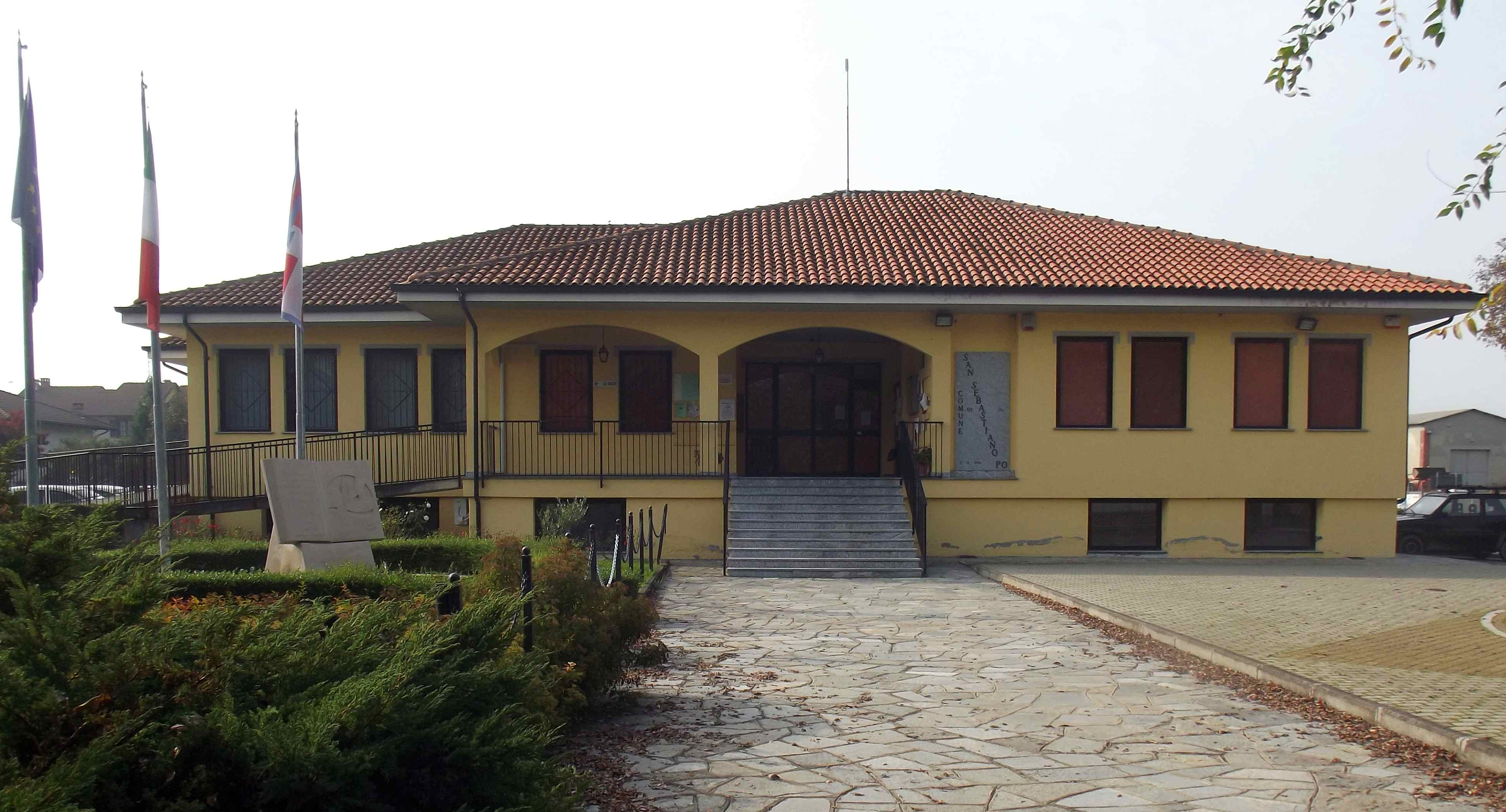
Rathaus
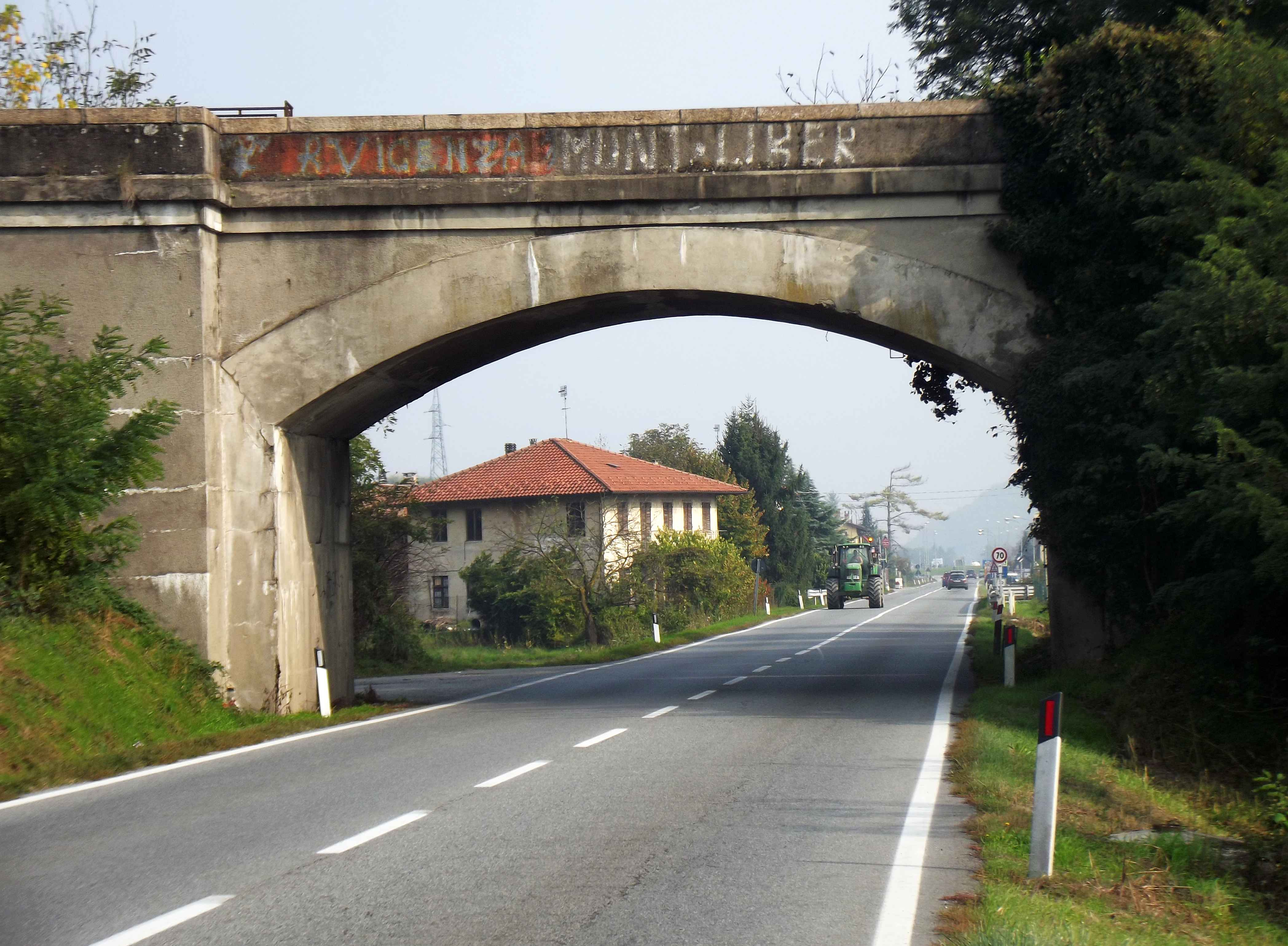
Ehemalige Eisenbahnbrücke
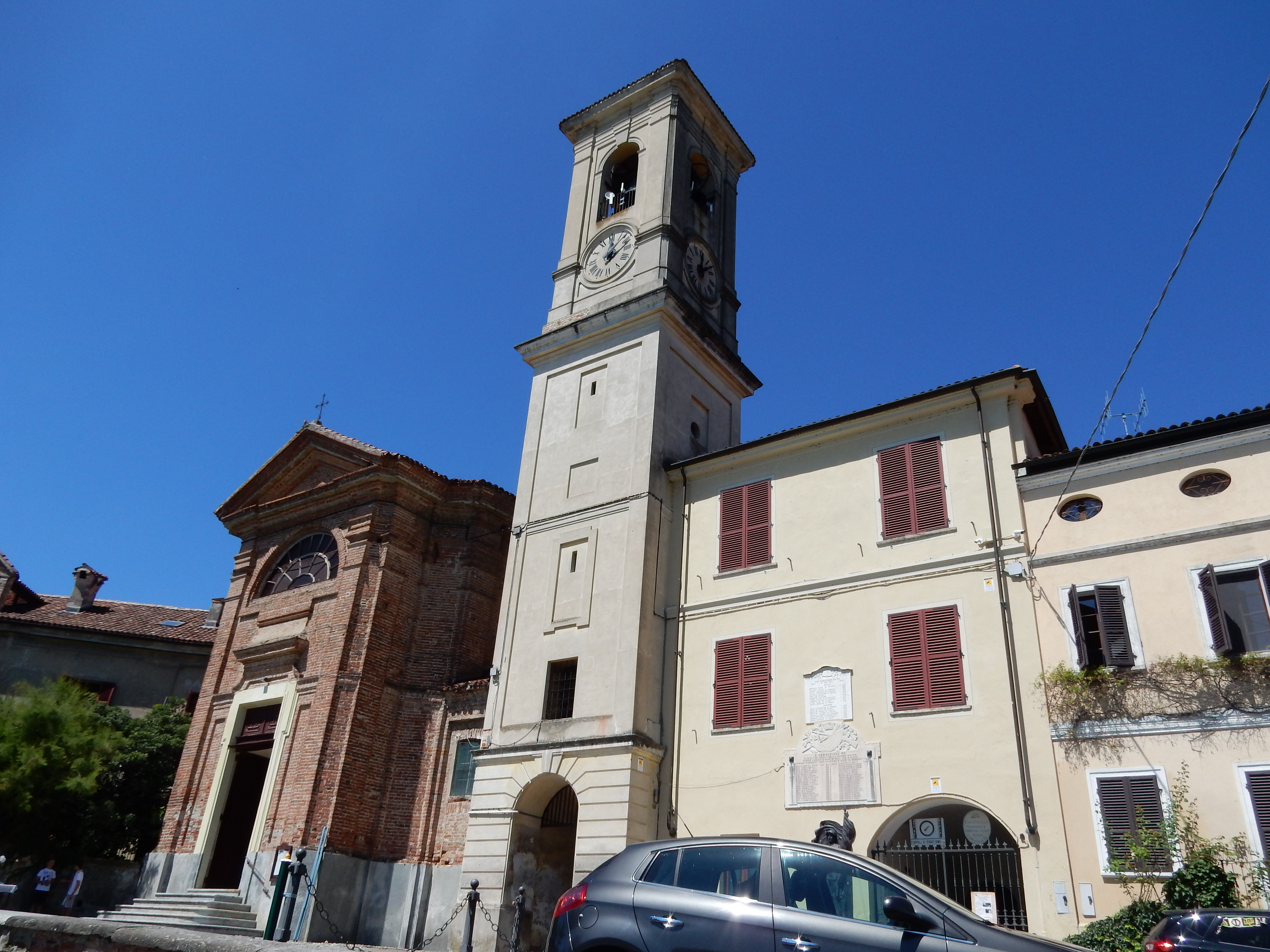
Pfarrkirche San Sebastiano
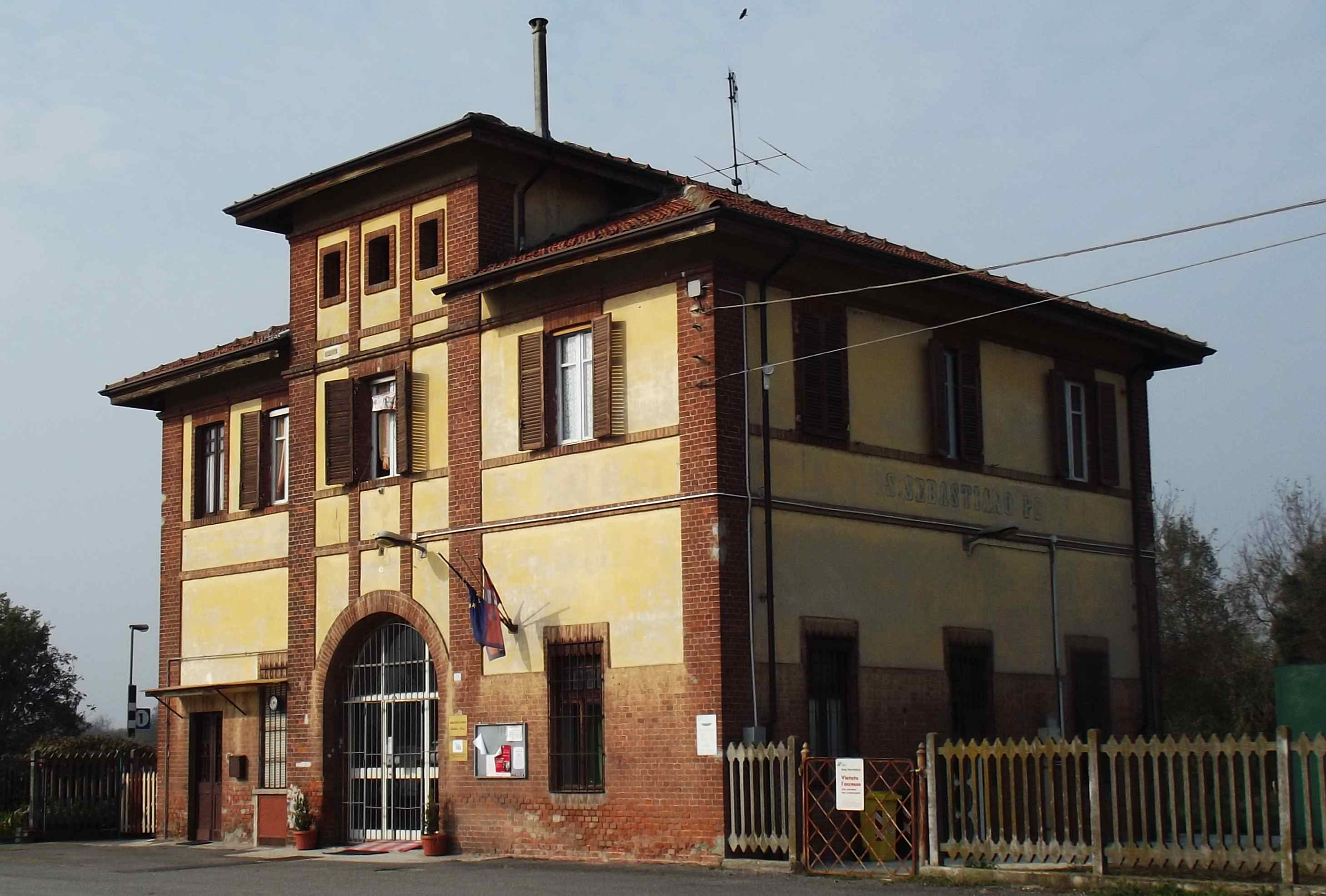
Ehemaliger Bahnhof